# Sagan (krater marsjański)
Sagan – krater położony niedaleko marsjańskiego równika. Nazwa została przyjęta przez Międzynarodową Unię Astronomiczną w 2000 roku i upamiętnia Carla Sagana, amerykańskiego astronoma i popularyzatora nauki, założyciela The Planetary Society.